# Голоморфная выпуклость
Голомо́рфная вы́пуклость (англ. holomorphic convexity, от др.-греч. ὅλος — весь и др.-греч. μορφή — форма, образ) области комплексного пространства — понятие комплексного анализа, раздела математики, связанное с невозможностью коснуться границы области изнутри аналитической поверхностью. Это частный максимальный случай К-выпуклости: произвольная К-выпуклая область всегда голоморфно выпукла.
Синоним: аналитическая выпуклость.
Голоморфная выпуклость обобщает более наглядное понятие обычной геометрической выпуклости, но при этом доставляет необходимое и достаточное условие для областей голоморфности.

## Определение голоморфной выпуклости
Голоморфная выпуклость — свойство области {\displaystyle D\in \mathbb {C} ^{n}} такое, что для произвольного множества {\displaystyle A}, компактно принадлежащего {\displaystyle D}, {\displaystyle A\Subset D}, множество
{\displaystyle F_{A}\equiv \bigcup \limits _{f\in H_{D}}\{z\in \mathbb {C} \colon \,|f(z)|\leqslant \sup \limits _{z\in A}|f(z)|,\,z\in D\}}
компактно в {\displaystyle D}, {\displaystyle F_{A}\Subset D}. Другими словами, область {\displaystyle D\in \mathbb {C} ^{n}} называется голоморфно выпуклой, когда для любого множества {\displaystyle A}, компактно принадлежащего {\displaystyle D}, {\displaystyle A\Subset D}, существует такое множество {\displaystyle F_{A}}, {\displaystyle A\subset F_{A}\Subset D}, что для произвольной точки {\displaystyle z^{0}\in D\setminus F_{A}} найдется такая функция {\displaystyle f}, голоморфная в области {\displaystyle D}, {\displaystyle f\in H_{D}}, что выполняется следующее неравенство:
{\displaystyle \sup \limits _{z\in A}|f(z)|<|f(z^{0})|}.

Выпуклая оболочка невыпуклоЙ области

Альтернативное определение. Голоморфно выпуклая оболочка произвольного множества {\displaystyle A\subset D} — множество точек
{\displaystyle F_{A}=\{z^{0}\in D\colon \,|f(z^{0})|\leqslant \sup \limits _{z\in A}|f(z)|\}},
где данное неравенство верно для всех функций {\displaystyle f}, голоморфных в области {\displaystyle D}, {\displaystyle f\in H_{D}}. Область {\displaystyle D\in \mathbb {C} ^{n}} называется голоморфно выпуклой, когда голоморфно выпуклая оболочка {\displaystyle F_{A}} любого множества {\displaystyle A}, компактно принадлежащего {\displaystyle D}, также компактно принадлежит {\displaystyle D}:
{\displaystyle A\Subset D\Rightarrow F_{A}\Subset D}.
Такие определения голоморфно выпуклой области хороши тем, что с их помощью можно определять голоморфную выпуклость, не выходя за пределы области. Очевидно, что для линейных голоморфных функций голоморфная выпуклость совпадает с обычной геометрической выпуклостью. Для иллюстрации на рисунке справа продемонстрировано, каким образом обычная невыпуклость области нарушает условие {\displaystyle A\Subset D\Rightarrow F_{A}\Subset D}.

## Характеристика области голоморфности

### Достаточность области голоморфности
Теорема 1. Условие голоморфной выпуклости области комплексного пространства необходимо и достаточно для того, чтобы она была областью голоморфности.
Но эта характеристика менее наглядна и эффективно проверяемая, чем условие обычной геометрической выпуклости. Теория субгармонических функций позволяет обосновать другую трактовку характеристики области голоморфности, которая более геометрична и позволяет определить эффективные критерии областей голоморфности.
Достаточность утверждения теоремы формулируется в виде следующей теоремы.
Теорема 2 (Картан и Туллен). Любая голоморфно выпуклая область {\displaystyle D\subset \mathbb {C} ^{n}} комплексного пространства {\displaystyle \mathbb {C} ^{n}} есть область голоморфности.
1. Нумерация счётного множества. Всегда имеется не более чем счётное множество точек из {\displaystyle \partial D}, всюду плотное на {\displaystyle {\{P\}}}, причём функция, неограниченная в точках такого не более чем счётном множестве, будет также неограниченноё и на всём произвольном множестве {\displaystyle \{P\}}. Следовательно, {\displaystyle \{P\}} можно считать тоже не более чем счётным, и тогда можно построить такую последовательность точек {\displaystyle P_{k}\in \{P\}}, что в ней любая точка из {\displaystyle \{P\}} встречается бесконечное количество раз. Например, построим следующую последовательность:
{\displaystyle P_{1};\,P_{1},\,P_{2};\,P_{1},\,P_{2},\,P_{3};\,\dots ,}
где {\displaystyle P_{1},\,P_{2},\,P_{3},\,\dots } — пронумерованные точки из {\displaystyle \{P\}}. Теорема будет доказана, если найдётся такая голоморфная в области {\displaystyle D} функция {\displaystyle f} и такая последовательность точек {\displaystyle Q_{k}\in D}, что
{\displaystyle |Q_{k}-P_{k}|\to 0}, {\displaystyle f(Q_{k})\to \infty }, {\displaystyle k\to \infty },
поскольку каждая точка {\displaystyle P\in \{P\}} встречается в построенной последовательности бесконечное число раз, и всегда можно будет выделить из {\displaystyle Q_{k}} такую подпоследовательность {\displaystyle Q'_{k}}, что {\displaystyle Q'_{k}\to P}, а {\displaystyle f(Q'_{k})\to \infty }.